# Troutdale (Oregon)
Troutdale és una població dels Estats Units a l'estat d'Oregon. Segons el cens del 2008 tenia 15.465 habitants.

## Demografia
Segons el cens del 2000, Troutdale tenia 13.777 habitants, 4.671 habitatges, i 3.690 famílies. La densitat de població era de 1.066 habitants per km².
Dels 4.671 habitatges en un 44,3% hi vivien nens de menys de 18 anys, en un 64,6% hi vivien parelles casades, en un 10,8% dones solteres, i en un 21% no eren unitats familiars. En el 13,9% dels habitatges hi vivien persones soles l'1,9% de les quals corresponia a persones de 65 anys o més que vivien soles. El nombre mitjà de persones vivint en cada habitatge era de 2,89 i el nombre mitjà de persones que vivien en cada família era de 3,19.
Per edats la població es repartia de la següent manera: un 30,1% tenia menys de 18 anys, un 9% entre 18 i 24, un 35,4% entre 25 i 44, un 21,1% de 45 a 60 i un 4,4% 65 anys o més.
L'edat mediana era de 32 anys. Per cada 100 dones de 18 o més anys hi havia 99,4 homes.
La renda mediana per habitatge era de 56.593$ i la renda mediana per família de 62.203$. Els homes tenien una renda mediana de 41.808$ mentre que les dones 30.989$. La renda per capita de la població era de 21.778$. Aproximadament el 3,3% de les famílies i el 4,8% de la població estaven per davall del llindar de pobresa.

## Poblacions més properes
El següent diagrama mostra les poblacions més properes.